# Лебедевка (Каратузский район)
Лебедевка — деревня в Каратузском районе Красноярского края, административный центр Лебедевского сельсовета. Выделена в 1989 году из Каратузского сельсовета.

## История
Основана в 1906 г. В 1926 году заимка Лебедева 2-я состояла из 38 хозяйств, основное население — русские. В составе Ключевского сельсовета Каратузского района Минусинского округа Сибирского края.

## Население
| 1926 | 2010 | 2012 |
| ---- | ---- | ---- |
| 180  | ↗198 | ↗222 |